# 6-та саперна армія
Шо́ста сапе́рна а́рмія (6 СА) — об'єднання інженерних військ, армія саперів у Збройних силах СРСР під час Німецько-радянської війни у 1941–1942.

## Історія
Сформована в жовтні 1941 року в Приволзькому військовому окрузі у складі 16-ї, 17-ї, 18-ї і 19-ї саперних бригад. Призначалася для будівництва волзько-сурського рубежу по лінії Васильсурськ — Саранськ — Пенза — Петровськоє (Тамбовська область).
З лютого 1942 зводила для військ Брянського фронту оборонні рубежі і переправи через Дон, обвід Воронежу, Воронезький оборонний рубіж і тилові оборонні рубежі 40-ї і 60-ї армій; саперні бригади залучалися до інженерного забезпечення Воронезько-Ворошиловградської операції (28 червня — 24 липня). У квітні 1942 була розформована 16-та бригада; у жовтні управління армії перетворене на 35-те управління оборонного будівництва, 18-та і 19-та бригади — підпорядковані безпосередньо фронту, а 17-та бригада — переформована на спеціалізовану бригаду.

## Командування
- Командувачі:
  - воєнінженер 1 рангу А. С. Корнев (жовтень 1941 — березень 1942);
  - полковник М. І. Чорних (березень — травень 1942);
  - воєнінженер 1 рангу А. Г. Андрєєв (травень — червень 1942);
  - генерал-лейтенант інженерних військ А. С. Гундоров (червень — вересень 1942).